# Giacomo Carini
Giacomo Carini (Piacenza, 2 luglio 1997) è un nuotatore italiano, specializzato nel farfalla, ha detenuto il record italiano dei 200 farfalla.

## Palmarès
- Giochi europei

Baku 2015: argento nei 200m farfalla.
- Olimpiadi giovanili

Nanchino 2014: argento nella 4x100m sl e bronzo nei 200m farfalla.
- Europei giovanili

Dordrecht 2014: argento nella 4x100m misti e bronzo nella 4x100m misti mista.

### Campionati italiani
3 titoli individuali:
- 3 titoli individuali nei 200 m farfalla

| Anno | Edizione    | farfalla 200 m | stile libero 4x100 m |
| ---- | ----------- | -------------- | -------------------- |
| 2021 | Primaverili | 3              | -                    |
| 2021 | Invernali   | 1              | -                    |
| 2022 | Primaverili | 1              | 2                    |
| 2022 | Estivi      | 2              | -                    |
| 2022 | Invernali   | 2              | -                    |
| 2023 | Primaverili | 3              | -                    |
| 2023 | Invernali   | 2              | -                    |
| 2024 | Primaverili | 1              | -                    |